# Etienne Albert Giran
Etienne Albert Giran (Vauvert, 17 augustus 1871 – Buchenwald, 13 september 1944) was een Franse predikant en schrijver.

## Biografie
Van 1900 tot 1921 was Giran predikant in de Waalse kerk in Amsterdam. Hij werd beroepen uit Saint-Hippolyte-du-Fort en volgde in Amsterdam Marie Adrien Perk op. Na terugkeer in Frankrijk bleef hij contact houden met Nederland. Tijdens de Tweede Wereldoorlog werkten Giran en diens zoon Olivier Giran voor het ondergrondse netwerk Dutch-Paris. Hij hielp Nederlanders over de grens met Zwitserland. Op 5 juni 1944 werd hij gearresteerd. Hij overleed in september 1944 in concentratiekamp Buchenwald.
In 1950 werd Giran postuum onderscheiden met het Nederlandse Verzetskruis. In Frankrijk werd hij postuum onderscheiden met de titel chevalier dans l'Ordre national de la Légion d'honneur. Ook kreeg hij postuum het Croix de Guerre uitgereikt.
- Bibsys: 90707721
- Biblioteca Nacional de España: XX1285113
- Bibliothèque nationale de France: cb16531592k (data)
- Gemeinsame Normdatei: 116635339
- International Standard Name Identifier: 0000 0000 7821 9652
- Library of Congress Control Number: no93033117
- Nationale bibliotheek van Australië: 61541878
- Nationale Bibliotheek van Israël: 987007293188805171
- Nederlandse Thesaurus van Auteursnamen: 07192261X
- Réseau des bibliothèques de Suisse occidentale: 02-A003298720
- Istituto Centrale per il Catalogo Unico: SBLV003126
- Système universitaire de documentation: 076645878
- Virtual International Authority File: 89770591
- WorldCat: E39PBJrm6KRfbtWkQm3cPdbmVC

H.J. van Aalderen
· P. van As
· M. Assies
· J.J. Barendsen
· J.A. Beekman
· H.D.J. Beernink
· L.R. Beijnen
· C.J. van den Berg-van der Vlis
· L.A. Bleys
· G. de Boer
· A.A. Bontekoe
· E.J. Bosch ridder van Rosenthal
· D.A. van den Bosch
· I.J. van den Bosch
· J.H. Bosch
· J.C.J. baron Brantsen
· A.L. Charroin
· F.G.M. Conijn
· M. Crans
· R.J. Dam
· F. Datema
· K.H. Derkzen van Angeren
· H. Dienske
· J.L.G. Doornik
· V. Dreyfus
· N. Dupont
· F. Duwaer
· S. Esmeijer
· G.H. Gelder
· J. Gelderman
· W.J. Gertenbach
· E.A. Giran
· O. Giran
· C.H. de Groot
· P.G.S. Guermonprez
· A. Hahn
· W. van Hall
· J.C.H.F. van Hanxleden Houwert
· Th.W.L. baron van Heemstra
· J.J. Hendrikx
· J.L. Hesselberg
· W.J. Heukels
· I. van der Horst
· J. ter Horst
· H.P. Hos
· J.F.H.M. baron van Hövell van Wezeveld en Westerflier
· B. IJzerdraat
· L. Jansen
· A. Kalter
· G.W. Kastein
· A. Keuter
· T.J. Kroeze
· D.M.R.H. Kroon
· H.Th. Kuipers-Rietberg
· A. Meerwaldt
· J.A.A. Mekel
· J.D. van Melle
· D.C.B. Mesritz
· M.-L.C. Meunier
· J.J. Mohr
· J.L. Moonen
· A.C. Nagtegaal
· F. Nieuwenhuijsen
· B. Oosthoek
· J. Oranje
· T. Pannekoek
· J. Post
· A.J. Rozeman
· V.H. Rutgers
· F.R. Ruys
· W. Santema
· J.J. Schaft
· Jhr. J. Schimmelpenninck
· R.L.A. Schoemaker
· G. Schoonman
· W.P. Speelman
· M. van der Stoep
· B.M. Telders
· A.O.H. Tellegen
· O.R. Thomsen
· G. Tieman
· T.W. de Tourton Bruijns
· L.M. Valstar
· G.J. van der Veen
· D. Verloop
· M.A.E. Verspyck
· P.M.R. Versteegh
· C. Vlot
· G. Weidner
· J.H. Westerveld
· H.B. Wiardi Beckman
· J.W. Wildschut
· J.R.E. Wüthrich
· L. Zwanenburg
· Onbekende Joodse soldaat